# ケアンズ伯爵
ケアンズ伯爵（英語: Earl Cairns）はイギリスの伯爵位。連合王国貴族。ヴィクトリア朝期の保守党の政治家ヒュー・ケアンズが1878年に叙されたのに始まる。

## 歴史
保守党の庶民院議員ヒュー・ケアンズ(1819–1885)は、1867年2月27日に連合王国貴族爵位「アントリム県ガーモイルのケアンズ男爵(Baron Cairns, of Garmoyle in the County of Antrim)」に叙せられて貴族院議員に転じ、第1次ディズレーリ内閣と第2次ディズレーリ内閣で大法官(貴族院議長)を務めた。そして1878年9月27日には「アントリム県ガーモイルのガーモイル子爵(Viscount Garmoyle, of Garmoyle in the County of Antrim)」と「ケアンズ伯爵(Earl Cairns)」に叙せられた
これらの爵位はその男系男子によって現在まで継承されている。現在の当主は、6代ケアンズ伯爵サイモン・ダラス・ケアンズ(1939-)である。
一族の本邸はウォルトシャー・チッペナムのボレイド・マナーである。

## 現当主の保有爵位
現当主である第6代ケアンズ伯爵サイモン・ケアンズは、以下の爵位を有する。
- 第6代ケアンズ伯爵(6th Earl Cairns)
(1878年9月27日の勅許状による連合王国貴族爵位)
- 第6代アントリム県ガーモイルのガーモイル子爵(6th Viscount Garmoyle, of Garmoyle in the County of Antrim)
(1878年9月27日の勅許状による連合王国貴族爵位)
- 第6代アントリム県ガーモイルのケアンズ男爵(6th Baron Cairns, of Garmoyle in the County of Antrim)
(1867年2月27日の勅許状による連合王国貴族爵位)

## ケアンズ伯爵 (1878年)
- 初代ケアンズ伯爵ヒュー・マッカルモント・ケアンズ (1819–1885)
- 2代ケアンズ伯爵アーサー・ウィリアム・ケアンズ（英語版） (1861–1890)
- 3代ケアンズ伯爵ハーバート・ジョン・ケアンズ（英語版） (1863–1905)
- 4代ケアンズ伯爵ウィルフリッド・ダラス・ケアンズ（英語版） (1865–1946)
- 5代ケアンズ伯爵デイヴィッド・チャールズ・ケアンズ（英語版） (1909–1989)
- 6代ケアンズ伯爵サイモン・ダラス・ケアンズ（英語版） (1939-)

法定推定相続人は現当主の息子ガーモイル子爵(儀礼称号)ヒュー・フレデリック・ケアンズ (1965-)